# Logiciel de biologie moléculaire
Les logiciels de biologie moléculaire sont les logiciels servant à faire marcher des appareils ou à exploiter des résultats de biologie moléculaire.
Ces logiciels peuvent être intégrés à un système de gestion de l'information du laboratoire ou être indépendants.